# Réserve totale de faune du Singou
La réserve totale de faune du Singou est une réserve naturelle du Burkina Faso dans la province du Gourma. Dotée d'une superficie de 1 920 km2, elle constitue la plus grande réserve du pays en termes de superficie. Elle a été créée le 3 août 1955 par l'arrêté 6089/SE/EF.
La réserve fait partie d'un complexe d'aires protégées avec la réserve totale de faune d'Arly formant une zone importante pour la conservation des oiseaux.